# Puhr Lajos
Puhr Lajos (Budapest, 1896. december 30. – Budapest, 1944. december 25.) orvos.

## Életútja
Szülei Puhr József és Fritsch Róza (1875–1955) voltak. Miután elvégezte tanulmányait, a budapesti egyetem II. számú kórbonctani intézetének volt a munkatársa. 1921. október 22-én Budapesten. a Józsefvárosban házasságot kötött Dobsa László Albert és ócsai Komáromy Ilona lányával, Ilona Rózsával. 1926-ban szerezte meg magántanári képesítését kórbonctanból, majd a Fehér Kereszt Gyermekkórház, az Országos Társadalombiztosító Intézet (OTI) boncoló főorvosaként dolgozott. Később a MÁV-kórház laboratóriumát vezette, a daganatok és a sebészi betegségek kórbonctana foglalkoztatta. Publikációit magyar és külföldi lapok egyaránt közölték. Bombázás során vesztette életét súlyos fejsérülés következtében, 46 éves feleségével Dobsa Ilonával és 18 éves főiskolai hallgató lányukkal, Puhr Piroskával együtt.

## Műve
- Sebészi pathológia (Bp., 1943)